# Another Ticket
Albums de Eric Clapton
Just One Night
(1980) Money and Cigarettes
(1983)
Another Ticket est le septième album studio d'Eric Clapton. Il est sorti en février 1981.

## Historique
Le style laid back de l'album est proche de ce que fait J.J. Cale, jusque dans l’esprit de la pochette.
Le groupe bénéficie de la présence de Gary Brooker, ex Procol Harum, aux claviers. Il s'agit du dernier enregistrement de Clapton pour le label Polydor ; avec Warner il perdra de son indépendance artistique et deviendra plus commercial.
L'album est dédié à Carl Radle, ancien bassiste de Clapton, décédé en 1980. Carl Radle a accompagné Eric Clapton pendant huit ans et neuf albums depuis Delaney, Bonnie and Friends jusqu'à l'album Backless en 1978. Il fut remercié par Clapton qui souhaitait relancer sa carrière avec des musiciens anglais. Radle ne se remettra jamais de son renvoi, sombra dans les drogues et mourut peu de temps après. Ron Wood accusa Eric Clapton d'être responsable de sa mort ; Clapton reconnaîtra son ingratitude.
Malgré la présence de musiciens anglais, il s'agit d'un album avec un son blues rock et country rock paradoxalement très « américain ». À noter les solos croisés avec Albert Lee dans Catch Me If You Can.

## Réception
Les critiques de l'album étaient relativement négatives et la tournée pour la promotion de l'album fut interrompue très rapidement à la suite de problèmes de Clapton pour des ulcères produits par l'excès d'alcool.
Le single I Can't Stand It sera n°1 aux charts sur Mainstream Rock Tracks  du 21 mars au 3 avril 1981, succédant à You Better You Bet des Who. Catch Me If You Can se classera 23e.
L'album sera classé 7e aux États-Unis (Billboard 200) et 9e en France.

## Titres
Les compositions sont d'Eric Clapton sauf mention.
1. Something Special – 2:38
2. Black Rose (Troy Seals, Eddie Setser) – 3:46
3. Blow Wind Blow (Muddy Waters) – 2:59
4. Another Ticket – 5:43
5. I Can't Stand It – 4:10
6. Hold Me Lord – 3:27
7. Floating Bridge (Sleepy John Estes) – 6:33
8. Catch Me If You Can (Gary Brooker, Clapton) – 4:26
9. Rita Mae – 5:05

## Musiciens
C'est le quatrième groupe de Clapton ; période septembre 1979 à octobre 1982.
- Eric Clapton : Guitare & chant
- Albert Lee : Guitare & chant
- Dave Markee : Basse
- Chris Stainton : Claviers
- Gary Brooker : Claviers & chant
- Henry Spinetti : Batterie & percussions